# Ketmia syryjska

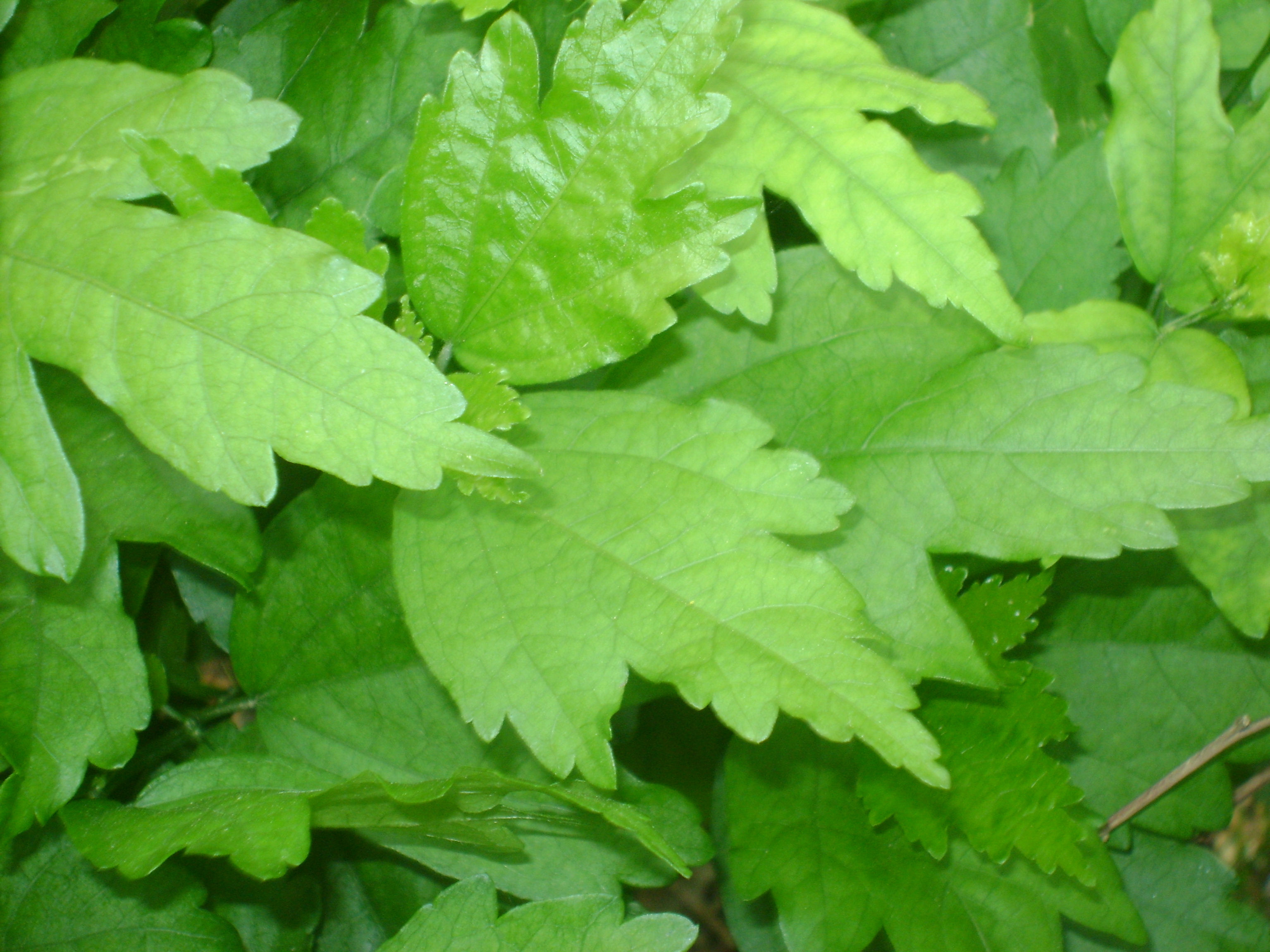
Liście

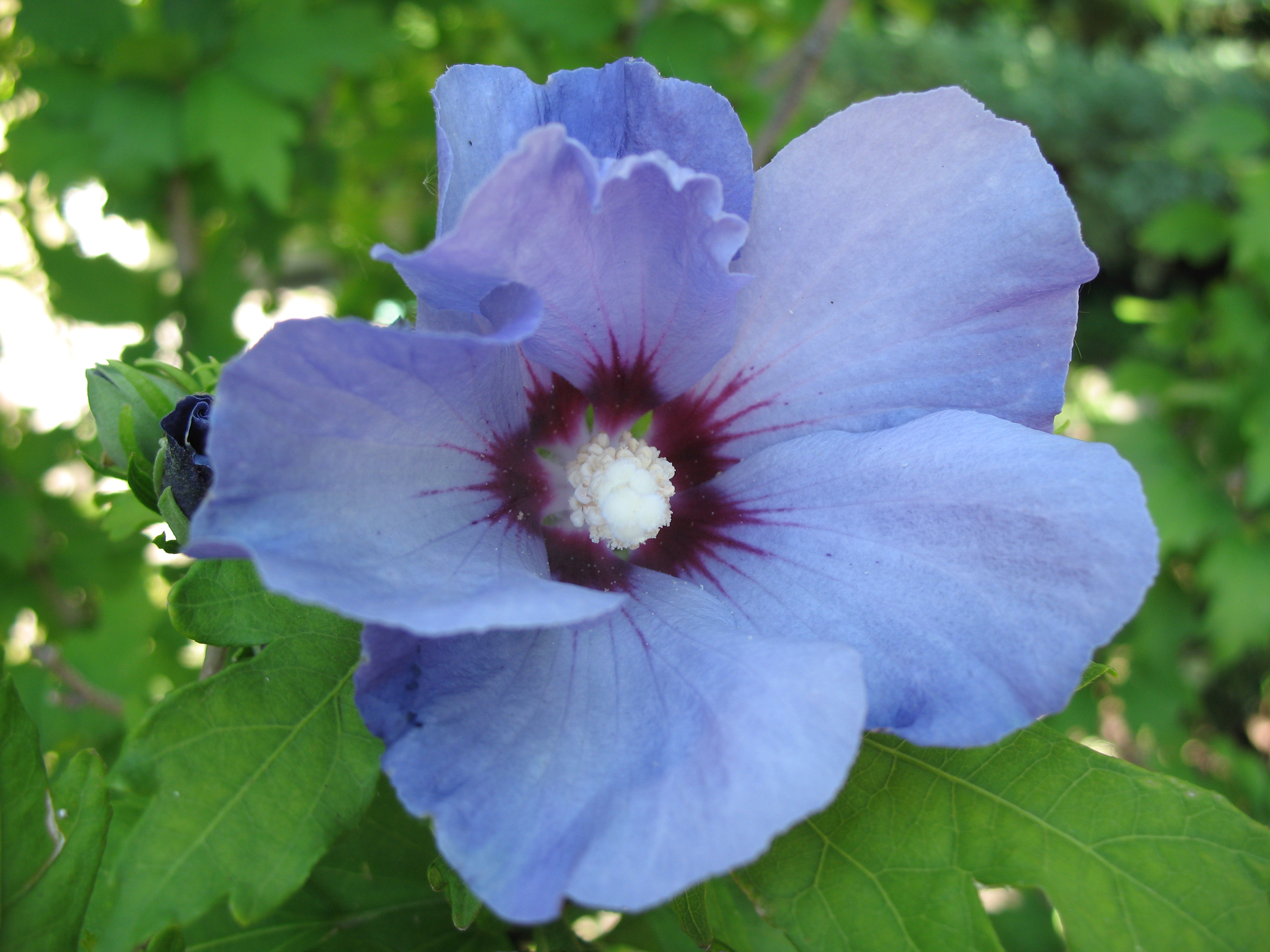
Odmiana o niebieskich kwiatach

Ketmia syryjska (Hibiscus syriacus L.), także ślazowiec syryjski, ślaz drzewny, poślubnik syryjski lub hibiskus – gatunek krzewu z rodziny ślazowatych. Pochodzi z Chin i Tajwanu. Był hodowany od dawna, zwłaszcza w Korei i dawnej Persji. Do Europy przybył z Syrii w XVI wieku. Obecnie uprawiany w wielu rejonach świata.

## Morfologia
PokrójKrzew dorastający do 1–3 metrów wysokości.
LiścieJajowatoklinowate lub romboidalne, trójklapowe, grubo ząbkowane, koloru szarozielonego, o wielkości 7–9 cm.
KwiatyDuże (do 12 cm średnicy), dzwonkowate, osadzone pojedynczo w kątach liści, kieliszek 6–7-płatkowy, 5-działkowy, korona duża (do 6 cm średnicy), 5 płatków koloru białego, różowego lub fioletowego, liczne pręciki zrośnięte w rurkę, słupek jeden.
OwocTorebka.

## Zastosowanie
Roślina ozdobna często sadzona w ogrodach o kwiatach półpełnych, pełnych, w kolorach białym, różowym, czerwonym lub fiołkowym. Rośnie szybko, 30–40 cm na rok. Dobrze znosi przycinanie (zwykle pod koniec zimy) w celu formowania w gęstszy krzew. Jest najbardziej odpornym na mróz gatunkiem ketmii (strefy mrozoodporności 5–10). Liczne odmiany hodowlane.

## Uprawa
Ketmia syryjska wymaga intensywnego, rozproszonego światła. Temperatura powietrza wiosną i latem powinna wynosić 18–20 °C, natomiast w okresie spoczynku (od listopada do stycznia) 15–18 °C. Wymaga corocznego przesadzania w okresie wiosennym do podłoża gliniastego, z domieszką torfu i piasku i pH od 5,7 do 6,8.
Aby otrzymać zwarty pokrój należy regularnie uszczykiwać pędy.
Rozmnażanie odbywa się poprzez ukorzenianie wierzchołków sadzonek – zielonych na wiosnę lub półzdrewniałych latem.

## Choroby i szkodniki
Choroby infekcyjne:
- bakteryjna plamistość liści ketmii
- zamieranie pędów ketmii
- fytoftoroza ketmii
- zgnilizna twardzikowa
- alternarioza ketmii
- antraknoza ketmii
- szara pleśń

Szkodniki:
- mączlik szklarniowy
- mszyca brzoskwiniowa
- mszyca szklarniowa wielożerna
- porazik ostowy

## Obecność w kulturze
Ketmia syryjska jest narodowym kwiatem Korei Południowej i występuje w jej godle narodowym, gdzie ma również znaczenie symboliczne, ponieważ jego nazwa nawiązuje do słowa mugung oznaczającego „nieśmiertelność”.

## Odmiany
Uprawiane w Polsce odmiany ketmii syryjskiej:
- ‘Admiral Dewey’ – kwiaty pełne, białe
- ‘Ardens’ – kwiaty gęsto wypełnione, liliowoniebieskie
- ‘Blue Bird’ – kwiaty niebieskoliliowe z małym, czerwonym środkiem
- ‘Boule de Feu’ – kwiaty gęsto wypełnione, ciemnoczerwone
- ‘Coelestit’ – kwiaty niebieskofioletowe, z ciemnoczerwonym deseniem
- ‘Diana’ – kwiaty pojedyncze, białe
- ‘Duc de Brabant’ – kwiaty gęsto wypełnione, ciemnoczerwone
- ‘Hamabo’ – kwiaty pojedyncze, bladoróżowe
- ‘Jeanne dArc’ – kwiaty gęsto wypełnione, białe
- ‘Lady Stanley’ – kwiaty białe z różowym odcieniem, czerwone w środku
- ‘Notwoodone’ – kwiaty różowofioletowe, z czerwonymi pazurkami u podstawy płatków
- ‘Marina’ – kwiaty ciemnoniebieskie w pąku oraz fioletowoniebieskie po rozwinięciu, z purpurowym środkiem
- ‘Monstrosus’ – kwiaty pojedyncze, białe z czerwonym środkiem
- ‘Pink Giant’ – kwiaty pojedyncze, różowe, z ciemnoczerwoną plamką u nasady
- ‘Puniceus Plenus’ – kwiaty pełne, czerwone
- ‘Red Heart’ – kwiaty pojedyncze, białe, z intensywnie czerwonym środkiem
- ‘Roses Plenus’ – kwiaty gęsto wypełnione, ciemnofioletowe
- ‘Rubis’ – kwiaty pojedyncze, czerwone
- ‘Russina Violet’ – kwiaty pojedyncze, malwowoliliowe
- ‘Speciosus’ – kwiaty pełne, białe, z ciemnoczerwonym środkiem
- ‘William R. Smith’ – kwiaty pojedyncze, białe
- ‘Woodbridge’ – kwiaty pojedyncze, rubinowoczerwone